# Megaulacobothrus
Megaulacobothrus es un género de saltamontes de la subfamilia Gomphocerinae, familia Acrididae, y está asignado a la tribu Stenobothrini. Este género se distribuye en Rusia, China, Mongolia, Taiwán, Corea y Japón.

## Especies
Las siguientes especies pertenecen al género Megaulacobothrus:
- Megaulacobothrus aethalinus (Zubovski, 1899)
- Megaulacobothrus barbipes Zheng, Lin & Shi, 2012
- Megaulacobothrus chinensis (Tarbinsky, 1927)
- Megaulacobothrus ewenkensis Zheng, Lin & Shi, 2012
- Megaulacobothrus flexivenus (Liu, 1981)
- Megaulacobothrus fuscipennis Caudell, 1921
- Megaulacobothrus fuscipennoides (Ma, Zheng & Guo, 2000)
- Megaulacobothrus hunanensis (Wei & Yin, 1986)
- Megaulacobothrus jejuensis Kim, 2008
- Megaulacobothrus latipennis (Bolívar, 1898)
- Megaulacobothrus liaoningensis (Zheng, 1988)
- Megaulacobothrus longisonus (Li & Yin, 1987)
- Megaulacobothrus maerkangensis (Zheng, 1980)
- Megaulacobothrus minutus (Zhang, 1990)
- Megaulacobothrus multipegus (Wei & Yin, 1986)
- Megaulacobothrus rufitibis (Zheng, 1989)
- Megaulacobothrus shenmuensis (Zheng & Ren, 1993)
- Megaulacobothrus tianshanensis (Zheng, Ma & Ren, 2009)
- Megaulacobothrus xiangchengensis (Liu, 1985)
- Megaulacobothrus yuanshanensis (Zheng, 1980)